# 射撃と運動
射撃と運動(fire and movement)とは機械化された地上戦闘を構成している要素であり、これらを戦闘行動として組み合わせた軍事教義である。

## 概要
射撃と運動の考え方とは制圧のための射撃と戦場における運動を効果的に組み合わせることにある。例えば正面攻撃を実施する際にも砲兵と重歩兵部隊が敵に制圧射撃を行うことで前進する部隊の戦闘を支援し、その間に前進する部隊は散開して迅速に機動する。このモデルは大部隊だけでなく個々の小銃小隊にも応用されており、交戦中は機関銃手によって敵を制圧し、その間に小銃手が交互に前進していくことで戦闘が遂行される。
軍事研究において射撃と運動が重要な研究課題となったのは軍事技術の革新が進んだ19世紀から20世紀にかけての時期である。それ以前の18世紀の戦闘では砲兵部隊によって戦闘支援を受けながら歩兵部隊が戦闘を行っていた。マスケット兵たちは敵に対して横隊で射撃と前進を繰り返しながら戦闘を遂行し、敵に接近した後に銃剣突撃に移行していた。しかし、19世紀における技術革新によって戦場に導入される武器や兵器の性能が向上し、特に内燃機関の発明と車両の導入によって機械化された戦闘部隊の機動力が改善され、同時に砲兵や歩兵は大量の弾薬を使用して火力を使用することが技術的に可能となる。第一次世界大戦の初期には各国の陸軍の機械化は十分ではなかったが、戦車や軍用車両によって機械化が推進され、機関銃の導入により歩兵部隊の火力が強化されたことを背景として、軍事理論における射撃と運動の関係が抜本的に見直されるようになった。
運動に対する射撃の役割とは射撃戦闘を遂行して敵の戦闘能力を破壊することにある。これは戦闘部隊が置かれている時期と場所、射撃目標の配置、使用可能な弾薬の性質、戦闘部隊の生存性、そして効率的に火器を使用する能力によって戦果が左右される。さらに長期にわたる戦闘になると戦闘中における応戦能力、つまり火力を展開する兵器システムの運動性や敵の火力に対する防護措置の程度が勝敗を分ける決定的な要因となってくる。
射撃には直接射撃と間接射撃の二つの方法がある。前者は直接照準の兵器による目標への射撃であり、後者は間接照準の兵器による目標への射撃である。直接射撃は射撃戦闘でも敵に前進する上で有効な方法であるため、現在でも戦闘部隊の射撃戦闘は直接射撃が主要であるが、高度な反撃能力と運動性、敵の射撃への防護能力が求められる。間接射撃は敵から距離を保って比較的安全に射撃戦闘を行う方法であるが、敵を観測する人員の観察と通信に依存しており、特に時間的猶予がない場面では効果が得られないこともある。一方で射撃に対する運動の役割とは、戦場において戦闘の効果を最大限に発揮しながら損害を最小限に抑制するために、適切な場所と適切な時間に部隊を機動させることにある。地形の状況を考慮しながら緊要地形を確保し、最大限に部隊の機動力を発揮し、そして機動の成果として戦闘効率性を発揮することが機動の成否を分ける要因となる。機動の実施は指揮官の錬度と指揮の内容、そして各部隊の機動力が戦術的に重要な要素となる。
自動車化や機械化は機動に伴う消耗を軽減することによって、戦闘部隊が機動する速度と範囲を拡大させることができる。ただし、機械化された戦闘部隊を運用するためには柔軟かつ効率的な指揮系統が必要となる。しかも兵站への負担もより大きくなり、事前により長期的で集中的な訓練も必要となってしまう。